# Дан поноса особа са аутизмом
Дан поноса особа са аутизмом (енгл. Autistic Pride Day, фр. Јournée de la fierté de l’autisme) представља дан поноса особа са аутизмом. Сваке године се обележава 18. јуна. Први пут је овај дан прослављен 2005. године од стране организације Aspies for Freedom и убрзо је постао важан светски догађај.

## Теме
Први дан поноса особа са аутизмом одржан је 18. јуна 2005. године.
- 2005: Прихватање, а не излечење — најважнији догађај је прослављен у Бразилији (престоница Бразила);
- 2006: Славимо неуродиверзитет – битнији догађаји одржани су у летњем кампу „Аутистични понос” (енгл. Autistic pride) у Немачкој и Аустралији, у Музеју науке у Мелбурну;
- 2007: Аутисти говоре, време је да их саслушамо;
- 2008: без теме;
- 2009: без теме;
- 2010: Постоје решења, без страха;
- 2011: Препознати, поштовати, укључити;
- 2012: без теме - важни догађај је одржан у Израелу, у парку Херзлија;
- 2013: без теме - најважнији догађај је одржан у Јерусалиму, у Сахер парку;
- 2015: без теме – главни догађаји су одржани у Редингу, у Великој Британији;
- 2016: без теме – главни догађаји је одржан у Манчестеру;
- 2017: без теме – главни догађаји су одржани у Лондону и Израелу;
- 2018: без теме – главни догађаји су одржани у Израелу;
- 2019: без теме – главни догађаји су одржани у Лондону у Хајд парку, Манчестеру и Паризу;
- 2020: без теме – Неколико догађаја одржано је у Голвеју, Даблину и Енису у Ирској као и неколико онлајн догађаја;
- 2021: Аутистични прајд онлајн.